# Grand-Brassac
 Grand-Brassac  (en occitano Grand Brassac) es una población y comuna francesa, situada en la región de Aquitania, departamento de Dordoña, en el distrito de Périgueux y cantón de Montagrier.

## Demografía
| 814 | 676 | 609 | 528 | 488 | 489 |
| Para los censos de 1962 a 1999 la población legal corresponde a la población sin duplicidades (Fuente: INSEE [Consultar]) |     |     |     |     |     |